# David Wells
David Lee Wells (Torrance, 20 maggio 1963) è un giocatore di baseball statunitense che ha giocato nel ruolo di lanciatore nella Major League Baseball (MLB).

## Carriera
Wells debuttò nella MLB per i Toronto Blue Jays nel 1987 come lanciatore di rilievo, non assicurandosi un posto come partente fino ai trent'anni di età. Nelle prime sei stagioni con i Blue Jays ebbe un record di 47–46 e una media PGL di 3.88. Con la squadra vinse le World Series 1992 guadagnando il suo primo anello. Fu svincolato prima degli allenamenti primaverili il 30 marzo 1993. In seguito giocò per i Detroit Tigers (1993-1995), i Cincinnati Reds (1995) e i Baltimore Orioles (1996).
Nel 1997 Wells firmò come free agent con i New York Yankees. Il 17 maggio 1998, lanciò la 15ª partita perfetta nella storia del baseball nella vittoria sui Minnesota Twins per 4–0. Wells affermò di avere lanciato il perfect game mentre era in preda ai postumi dell'ubriachezza. Il comico Jimmy Fallon, che era stato a una festa con Wells la sera precedente, confermò la sua versione. A fine anno Wells vinse le sue seconde World Series. 
Negli anni successivi Wells fece ritorno ai Blue Jays (1999-2000) con cui nel 2000 guidò l'American League in vittorie, dopo di che giocò con i Chicago White Sox (2001), di nuovo con gli Yankees (2002-2003), i San Diego Padres (2004), i Boston Red Sox (2005-2006), di nuovo i Padres (2006-2007) e i Los Angeles Dodgers. Chiuse la carriera con tre convocazioni all'All-Star Game venendo considerato uno dei migliori lanciatori mancini della lega, in particolare durante i suoi anni con i Blue Jays e gli Yankees.

## Palmarès

### Club
- World Series: 2

Toronto Blue Jays: 1992
New York Yankees: 1998

### Individuale
- MLB All-Star: 3

1995, 1998, 2000
- Leader dell'American League in vittorie: 1

2000
- MVP delle American League Championship Series: 1

1998
- Lanciatore di una partita perfetta (17 maggio 1998)